# ロサンゼルス (飛行船)

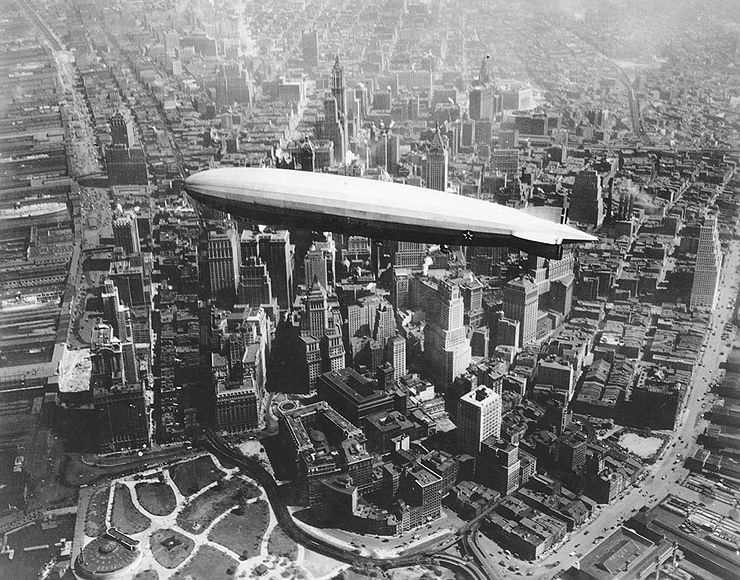
南マンハッタン上空を飛ぶUSS ロサンゼルス

ロサンゼルス (USS Los Angeles, ZR-3) は、アメリカ海軍の硬式飛行船。記号はZR-3。1923年から1924年にかけてドイツ、フリードリヒスハーフェンのツェッペリン飛行船会社で建造され、当初はLZ 126と称した。ドイツの戦争賠償の一部としてドイツ政府からアメリカ合衆国に譲渡された。元々は旅客飛行船として建造されたものであった。

## 経歴
第一次世界大戦後、ベルリンのアメリカ大使館スタッフだったハロルド・ガイガー陸軍少佐は、ドイツ赴任中にアメリカ陸軍航空部の司令官に宛ててLZ 126飛行船の建造に関する報告書を送り、アメリカ陸軍が入手すべきであることを繰り返し強調した。ガイガー少佐は、後にアメリカ海軍が取得するその飛行船に乗って大西洋を横断した。
世界的なニュースとなった大西洋横断飛行を終えてニュージャージー州レイクハーストに到着した飛行船は、1924年11月25日、ワシントンD.C.内のアナコスティアにおいてモーリス・R・ピアース指揮のもと、アメリカ海軍に就役した。飛行船の浮揚ガスは、安全性の観点から、ペイロードの減少を招くにもかかわらず水素からヘリウムに変更された。
USSロサンゼルスは合計4,398時間、太平洋から大西洋にいたるあらゆる地域におよぶ172,400海里（319,300km）の飛行を行い、その間、観測・実験のプラットフォームおよび他の飛行船のための練習船として使われた。パラサイト・ファイターの発進や光電通信のテスト、水上艦隊との演習などに従事している。全長は656フィート（199.949m）で、最大のツェッペリン飛行船である「ヒンデンブルク」（LZ 129）より約148フィート（45.1104m）短かった。

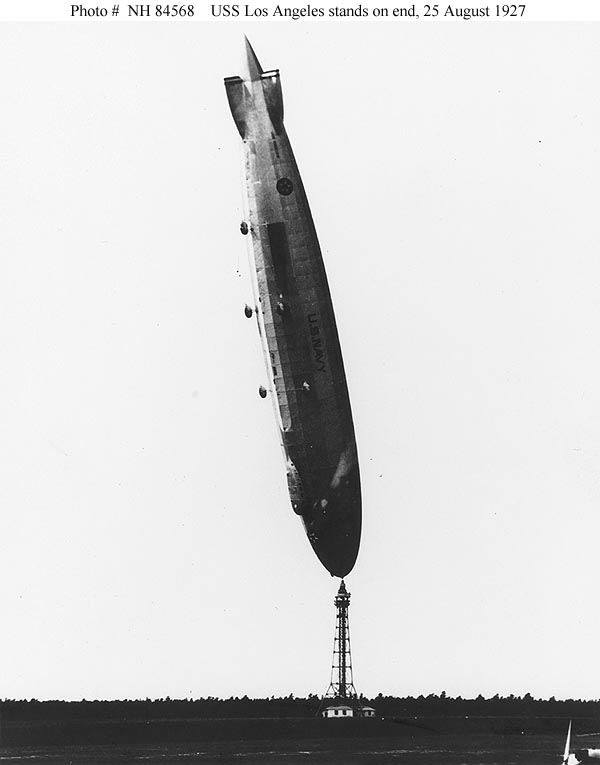
ロサンゼルスの倒立（1927年8月25日午後1時30分過ぎ）

1927年8月25日、レイクハーストの高い係留塔に繋がれていたとき、一陣の風がロサンゼルスの尾部を捉え、飛行船の真上にあった、より冷たく、より濃い空気の層に持ち上げた。そのため尾部は上がりつづけることとなった。船上にいた乗組員は上がってゆく尾部に向かって竜骨を登ることで対応しようとしたが、船の動きをとめることはできず、最終的に尾部は船体が85度の角度になるまで上昇した。しかし驚いたことに船の損傷は軽微で、翌日には飛行することができた。
ロサンゼルスは、経済的な理由から1932年に退役した。1933年4月のUSS アクロンの事故により一旦再就役し、数年間使用された後、保管状態に戻った。最終的には1939年に海軍のリストから抹消されて格納庫内で分解され、飛行船として最も長いキャリアを閉じた。いずれも事故で失われた僚船のアクロン（ZRS-4）、メイコン（ZRS-5）、シェナンドー（ZR-1）などと異なり、安らかな終焉であった。

## 参照
1. 1 2 3 4 5 6  神奈川ほか 2022, p. 94.
2. ↑  Harold Geiger Major, United States Army Air Corps
3. ↑  Althof 2004 pages 33 to 42

- Robinson, Douglas H., and Charles L. Keller. "Up Ship!": U.S. Navy Rigid Airships 1919-1935. Annapolis, Maryland: Naval Institute Press, 1982. ISBN 0-87021-738-0
- Althof, William F. 2004. USS Los Angeles: The Navy's Venerable Airship and Aviation Technology. ISBN 1574886207. Brassey's. Google books extract  page 34: "useful load ... forty-three tons", "thirty-three tons of fuel", "range of 5,400 nautical miles", "displaced 87.3 tons"
- 神奈川憲ほか『最新版 世界の軍用機図鑑』コスミック出版、2022年1月24日。ISBN 978-4-7747-4067-6。